# Об'єднання гомосексуальних співробітників Microsoft
Об'єднання гомосексуальних співробітників Microsoft (англ. Gay and Lesbian Employees at Microsoft, скорочено GLEAM) — об'єднання геїв, лесбійок, бісексуалів і транссексуалів, що працюють в компанії Microsoft. Об'єднання GLEAM з'явилося в 1980-х як приватний список адресатів. Члени цього списку успішно провели кампанію, спрямовану на те, щоб питання про сексуальну орієнтацію був доданий в антидискримінаційну політику Microsoft в 1989 році.

## Діяльність організації
У 1997 році лідери групи заявили, що гомофобні прояви в Microsoft трапляються, але явна упередженість дуже рідко зустрічається.
GLEAM також добилося того, щоб Microsoft запропонував страховку та інші види матеріальних допомог спільно проживають одностатевим партнерам. Лобіювання посилилося після того, як фірма Lotus Software надала ці види матеріальних допомог своїм працівникам. Microsoft додала ці види матеріальних допомог в 1993 році.
GLEAM став організованішим формально в 1993 в рамках Консультативної Ради Microsoft по Різноманіттю, поряд з об'єднанням Чорношкірих в Microsoft, об'єднанням жінок Hoppers, та іншими подібними об'єднаннями. Пізніше GLEAM домоглася від Microsoft того, щоб та додала статеву ідентичність і її вираження у свою антидискримінаційну політику в квітні 2005 і в 2006 році, щоб значно збільшити витрати на медичне страхування, щоб воно включало в себе витрати на проведення операцій по зміні статі, і деякі інші види подібних хірургічних операцій. Кампанія за права людини, американська організація з захисту прав ЛГБТ, змінила Корпоративний Індекс Рівності Microsoft на 100%, тим самим зробивши Microsoft лідером. Корпоративний Індексу Рівності - це набір показників, що використовуються Кампанією за права людини для вимірювання досягнення будь-якою компанією цілей нейтралітету щодо статевих відмінностей на робочому місці. Також Microsoft була платиновим спонсором гей-параду в Сіетлі - найбільшому місті штату Вашингтон.

## Законодавство штату Вашингтон про права геїв
GLEAM також натиснула на Microsoft, щоб та гарантувала свою підтримку законодавства про захист прав геїв в штаті Вашингтон. Під час слухань законодавчих Білля штату Вашингтон № 1515, який поширював би дію поточного антидискримінаційного законодавства на людей з нетрадиційною сексуальною орієнтацією, два працівника Microsoft виступали як приватні особи. Консервативна релігійна група використовувала цю обставину, щоб стверджувати, що Microsoft активно підтримувала це законодавство як організація і зажадала, щоб Microsoft припинила його підтримку.
У листі електронною поштою від 22 квітня 2005, головний виконавчий директор компанії Стів Балмер пояснив співробітникам Microsoft, що минулого року компанія вирішила зосередити зусилля на лобіювання питань, які мають більше відношення до її основного бізнесу (наприклад, комп'ютерна конфіденційність). У цьому ж листі він підтвердив зобов'язання компанії по відношенню до секс-меншин і рекомендував індивідуальним акціонерам займатися цією проблемою, але сказав, що при цьому жодна із сторін не повинна представляти свою позицію як позицію Microsoft.
У відповідь, 7 днів по тому, рада директорів GLEAM послав лист електронною поштою, в якому запропонував Microsoft зробити різні кроки в певний час, які б відновили її репутацію в суспільстві і 'брак довіри', викликаного листом Балмера від 22 квітня 2005. Серед пропозицій був те, що Microsoft повинна визнати, що її нейтральна позиція була помилкою (включаючи запропонований прес-реліз, який пропонувалося випустити в семиденний термін) і зробити GLEAM своїм партнером, оскільки «експерти по суті проблеми» протягнули руку ЛГБТ-спільноти, почавши 60-денний період «інтенсивних консультацій». На підтримку цієї петиції співробітників, які просили Microsoft підтримати ці пропозиції, було зібрано 1700 підписів.
е звернення пройшло в наступну законодавчу сесію (2006) під керівництвом відкритого гея, сенатора від республіканської партії, Еда Мюррей, обраного за 43-му виборчому округу. На виборах 2006 року виборці сорок третього виборчого округу знову обрали Еда Мюррей в Сенат штату Вашингтон. 15 вересня 2009 Microsoft спільно з компаніями Boeing, Nike, Puget Sound Energy, RealNetworks і Vulcan публічно оголосила про свою підтримку Референдуму 71, спрямованого на законодавчий захист спільного проживання одностатевих пар в штаті Вашингтон.